# Ульгили (Сауранский район)
Ульгили (каз. Үлгілі) — село в Сауранском районе Туркестанской области Казахстана. Входит в состав Бабайкурганского сельского округа. Код КАТО — 512633400.

## Население
В 1999 году население села составляло 725 человек (351 мужчина и 374 женщины). По данным переписи 2009 года, в селе проживало 619 человек (295 мужчин и 324 женщины).